# Слюсаренко Ніна Віталіївна
Ні́на Віта́ліївна Слюсаре́нко (нар. 27 липня 1957 року, Завітинськ, РСФРР) — педагог, доктор педагогічних наук (2010), професор (2012) кафедри педагогіки та психології Херсонського державного університету, дослідниця питань історії педагогіки та методики трудового навчання, одна з засновниць і член правління ГО «Спілка жінок Херсонщини».

## Біографія
Народилася 27 липня 1957 року в Завітинську Амурської області.
У 1982 році закінчила Київський технологічний інститут легкої промисловості, де здобула професію інженера-технолога швейного виробництва, а в 1992 — Херсонський державний педагогічний інститут імені Н. К.Крупської — вчителя трудового навчання та загальнотехнічних дисциплін.
З 1986 року майже понад 20 років працювала вчителем трудового навчання в Херсонській загальноосвітній школі № 13 (нині Херсонська гімназія №13). За цей період отримала вищу кваліфікаційну категорію вчителя, стала вчителем-методистом, здобула перемогу в міському та обласному конкурсах «Учитель року — 1998» та стала лауреатом його Всеукраїнського туру. 
З 1998 року працює на кафедрі педагогіки та психології Херсонського державного університету на посадах викладача, старшого викладача, доцента, є професором кафедри.

## Наукова робота
У 2001 році захистила у Національному педагогічному університеті імені М. П. Драгоманова кандидатську дисертацію на тему «Розвиток творчих здібностей учнів 5- 9 класів на уроках обслуговуючої праці засобами ігрової діяльності». У 2010 році у спеціалізованій вченій раді Інституту педагогіки Національної академії педагогічних наук України вона захистила докторську дисертацію «Теорія і практика трудової підготовки дівчат у школах України (кінець ХІХ—ХХ століття)» науковим консультантом був доктор педагогічних наук Вихрущ А. В.
Професор Слюсаренко Н. В. постійно бере активну участь у наукових конференціях різного рівня, виступає з доповідями, друкує наукові статті, монографії, навчальні та навчально-методичні посібники тощо. Протягом багатьох років є членом вченої ради Херсонської академії неперервної освіти, спеціалізованої вченої ради Чернігівського національного педагогічного університету імені Т. Г. Шевченка (2011—2013), спеціалізованих вчених рад Тернопільського національного педагогічного університету імені Володимира Гнатюка (з 2010), спеціалізованої вченої ради Полтавського національного педагогічного університету імені В. Г. Короленка з 2015 року
Автор понад 470 наукових та науково-методичних робіт. Більшість з них присвячені історії трудової підготовки у школах України кінця XIX початку XX сторіччя та методиці трудового навчання.
Заступник головного редактора фахових збірників наукових праць «Педагогічні науки» та «Педагогічний альманах»; член редакційних колегій науково-методичного журналу «Таврійський вісник освіти», бюлетеня «Педагогічний проспект», наукового журналу «Доклады Казахской академии образования», електронного періодичного журналу «Наука. Мысль», Серія «Педагогічні науки».
Під її керівництвом захищено 20 кандидатських та 3 докторських дисертації.

## Нагороди
- «Відмінник освіти України» (1996);
- знак «Антон Макаренко» (2010);
- знак «К. Д. Ушинський» (2011);
- медаль «Григорій Сковорода» (2017)[5].